# Сенглі Атлетік
ФК «Сенглі Атлетік» (мальт. Senglea Athletic Football Club) — мальтійський футбольний клуб з міста Сенглі, заснований у 1943 році. Виступає у Прем'єр-лізі. Домашні матчі приймає на Національному стадіоні у Та-Калі, потужністю 17 797 глядачів.